# Гопкінс (округ, Техас)
Шаблон:StateAbbr_ 33°09′ пн. ш. 95°34′ зх. д. / 33.15° пн. ш. 95.56° зх. д.
Округ Гопкінс (англ. Hopkins County) — округ (графство) у штаті Техас, США. Ідентифікатор округу 48223.

## Історія
Округ утворений 1849 року.

## Демографія
За даними перепису 2000 року загальне населення округу становило 31960 осіб, зокрема міського населення було 13064, а сільського — 18896. Серед мешканців округу чоловіків було 15659, а жінок — 16301. В окрузі було 12286 домогосподарств, 8885 родин, які мешкали в 14020 будинках. Середній розмір родини становив 3,04.
Віковий розподіл населення поданий у таблиці:
| Стать    | До 15 років | 15-21 | 22-29 | 30-39 | 40-49 | 50-65 | 65-85 | Понад 85 |
| -------- | ----------- | ----- | ----- | ----- | ----- | ----- | ----- | -------- |
| Чоловіки | 3465        | 1686  | 1568  | 2182  | 2246  | 2547  | 1748  | 217      |
| Жінки    | 3344        | 1504  | 1533  | 2134  | 2227  | 2669  | 2406  | 484      |

## Суміжні округи
- Дельта — північ
- Франклін — схід
- Вуд — південь
- Рейнс — південний захід
- Гант — захід

## Виноски
1. ↑  U.S. Decennial Census. United States Census Bureau. Архів оригіналу за 26 квітня 2015. Процитовано 30 квітня 2015.
2. ↑  Texas Almanac: Population History of Counties from 1850–2010 (PDF). Texas Almanac. Архів оригіналу (PDF) за 19 квітня 2015. Процитовано 30 квітня 2015.
3. ↑  State & County QuickFacts. United States Census Bureau. Архів оригіналу за 18 жовтня 2011. Процитовано 17 грудня 2013.(англ.) Наведено за англійською вікіпедією.
4. ↑  American FactFinder. Бюро перепису населення США. Архів оригіналу за 21 травня 2008. Процитовано 31 січня 2008.

| США | Це незавершена стаття з географії США. Ви можете допомогти проєкту, виправивши або дописавши її. |